# Петко Воденичаров
Петко Димов Горгов Воденичаров е български революционер, одрински деец на Вътрешната македоно-одринска революционна организация.

## Биография
Роден е в 1872 година в малкотърновското село Стоилово, тогава в Османската империя. Работи като кошничар. Присъединява се към ВМОРО. Влиза в четата на Дико Джелебов, с която участва в Илинденско-Преображенското въстание през лятото на 1903 година. Сражава се на 6 август при Стоилово с османска войска.
Умира на 28 юни 1936 година в Стоилово.
На 15 април 1943 година вдовицата му Лола, на 66 години, жителка на Стоилово, подава молба за българска народна пенсия, която е одобрена и пенсията е отпусната от Министерския съвет на Царство България.